# Sieben Ahorn

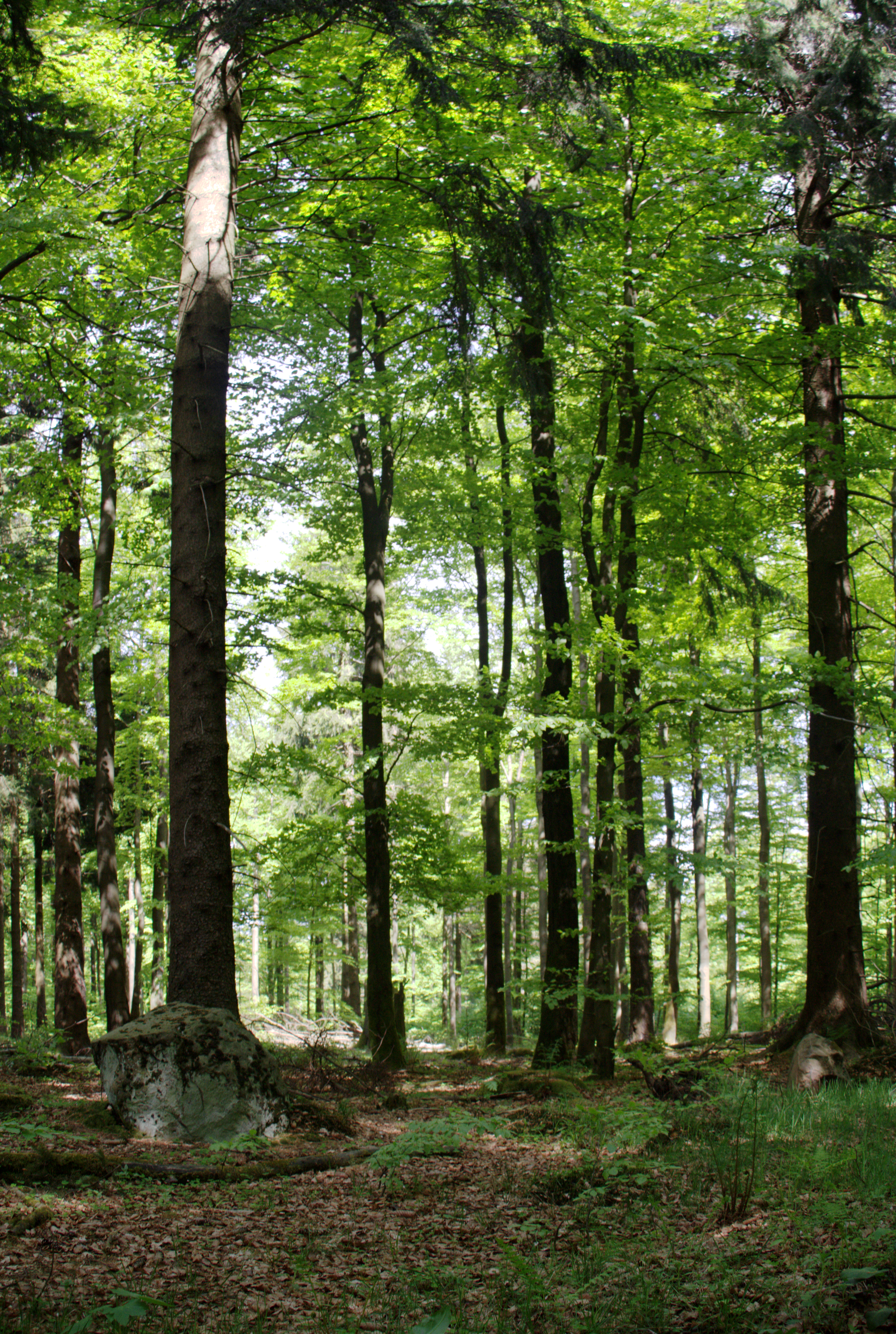
Sieben Ahorn: Gipfelregion

Der Sieben Ahorn ist mit etwa 753 m ü. NHN der dritthöchste Berg des Mittelgebirges Vogelsberg im hessischen Vogelsbergkreis (Deutschland).

## Geographie

### Lage
Der Sieben Ahorn erhebt sich im Oberwald des Vogelsberges im Naturpark Vulkanregion Vogelsberg. Während sein Großteil mit der Gipfelregion in den Stadtgebieten von Ulrichstein und Schotten liegt, fällt sein Osthang in das Stadtgebiet von Herbstein und der Nordosthang in das Gemeindegebiet von Lautertal ab. Sein Gipfel befindet sich 3,6 km südöstlich des Ulrichsteiner Stadtteils Feldkrücken, 3,9 km südlich des Ulrichsteiner Stadtteils Rebgeshain, 3,6 km nordnordöstlich des Schottener Stadtteils Breungeshain, 5,1 km westsüdwestlich des Herbsteiner Stadtteils Lanzenhain und 5,1 km südwestlich des Lautertaler Gemeindeteils Eichelhain.
Auf dem Osthang des Sieben Ahorn liegt auf etwa 720 m Höhe der Geiselstein, ein Felsdurchbruch aus Nephelin-Leucit-Basalt mit starkem Gehalt an Magneteisen. 2,2 km südsüdöstlich des Berggipfels liegt mit dem Taufstein (773 m) der höchste Berg des Vogelsberges und 2,8 km südlich mit dem Hoherodskopf (763,8 m) der zweithöchste Berg dieses Mittelgebirges.

### Naturräumliche Zuordnung
Der Sieben Ahorn gehört in der naturräumlichen Haupteinheitengruppe Osthessisches Bergland (Nr. 35) und in der Haupteinheit Hoher Vogelsberg (351) zur Untereinheit Oberwald (351.2). Die Landschaft leitet nach Westen bis Nordwesten in die Untereinheit Westlicher Hoher Vogelsberg (351.0) und nach Nordosten in die Untereinheit Östlicher Hoher Vogelsberg (351.1) über.

### Berghöhe
Der Sieben Ahorn ist laut auf topographischen Karten ersichtlicher oberster Höhenlinie etwa 753 m hoch. Sein Gipfel liegt in der Gemarkung von Feldkrücken. Auf der Gipfelregion liegt auf 752,7 m Höhe eine Waldwegkreuzung, die auf solchen Karten am Südrand des Rings der obersten Höhenlinie verzeichnet ist.

### Fließgewässer
Über die bewaldete Gipfelregion des Sieben Ahorn verlaufen die Rhein-Weser-Wasserscheide und die Main-Lahn-Wasserscheide. An seinen nordwestlichen Ausläufern entspringen Gilgbach und Streitbach, Quellbäche des Ilsbachs, des hydrologischen Hauptarmes der Ohm, deren Wasser durch die Lahn den Rhein erreicht. Im Gegenuhrzeigersinn schließt sich am Westhang der Graswiesenbach und am Südhang dessen Vorfluter Nidda an, deren Wasser durch den Main auch zum Rhein fließt. Auf dem Übergangsbereich vom Sieben Ahorn zum Taufstein entspringt die Alte Hasel (Ellersbach), im Norden der Eisenbach und, noch nördlicher, dessen Vorfluter Lauter; das Wasser dieser Bäche erreicht durch die Schlitz und Fulda die Weser.

## Schutzgebiete
Auf dem Sieben Ahorn liegen Teile des Vogelschutzgebiets Vogelsberg (VSG-Nr. 5421-401; 636,4497 km² groß). Auf dem Osthang befindet sich das Naturschutzgebiet (NSG) In der Breungeshainer Heide (CDDA-Nr. 81991; 1983 ausgewiesen; 64,37 ha), an das sich südwestlich das NSG Oberes Niddatal / Forellenteiche (CDDA-Nr. 164885; 1990; 1,3079 km²) anschließt. Bis auf die Gipfelregion des Berges reichen Bereiche des vielteiligen Fauna-Flora-Habitat-Gebiets Hoher Vogelsberg (FFH-Nr. 5421-302; 38,6136 km²) und bis auf den Nord- und Nordosthang solche des FFH-Gebiets Lauter und Eisenbach (FFH-Nr. 5322-306; 1,7062 km²).

## Verkehr und Wandern
Über die südwestlichen Hochlagen des Sieben Ahorn führt aus Richtung Feldkrücken die Landesstraße 3291, die im Süden einerseits auf die südwestwärts nach Breungeshain verlaufende L 3338 und andererseits auf die L 3305 stößt. Letztere führt zwischen dem Taufstein und dem Hoherodskopf hindurch und dann ostwärts nach Hochwaldhausen. Über den Berg führt abschnittsweise entlang der L 3291 der Hessenweg 2.